# Seznam státních znaků zemí Austrálie a Oceánie

Státy Austrálie a Oceánie

Přehled státních znaků nezávislých států a závislých území na Australském kontinentu a v Oceánii.

## Státní znaky nezávislých států
| Stát                | Obrázek | Typ        | Článek o znaku                             | Motto nebo text na znaku |
| ------------------- | ------- | ---------- | ------------------------------------------ | --- |
| Austrálie           |         | heraldický | Státní znak Austrálie                      | AUSTRALIA (anglicky) (česky Austrálie) |
| Mikronésie          |         | pečeť      | Státní znak Federativních států Mikronésie | PEACE, UNITY, LIBERTY (anglicky) (česky Mír, jednota, svoboda), 1979 (rok vyhlášení nezávislosti), GOVERNMENT OF THE FEDERATED STATES OF MICRONESIA (anglicky) (česky Vláda Federativních států Mikronésie) |
| Fidži               |         | heraldický | Státní znak Fidži                          | Rerevaka na Kalou ka doka na Tui (česky Měj strach před Bohem a úctu ke králi) |
| Indonésie           |         | heraldický | Státní znak Indonésie                      | BHINNEKA TUNGGAL IKA (česky Jednota v rozmanitosti) |
| Kiribati            |         | heraldický | Státní znak Kiribati                       | TE MAURI TE RAOI AO TE TABOMOA (česky Štěstí, mír a prosperita) |
| Marshallovy ostrovy |         | pečeť      | Státní znak Marshallových ostrovů          | SEAL (anglicky) (česky pečeť), REPUBLIC OF THE MARSHAL ISLANDS (anglicky) (česky Republika Marshallovy ostrovy), JEPILPIN KE EJUKAAN (maršálsky) (česky Nechť dlouho žije národ)                            |
| Nauru               |         | heraldický | Státní znak Nauru                          | NAOERO, GOD'S WILL FIRST |
| Nový Zéland         |         | heraldický | Státní znak Nového Zélandu                 | NEW ZEALAND (anglicky) (česky Nový Zéland) |
| Palau               |         | pečeť      | Státní znak Palau                          | OFFICIAL SEAL (anglicky) (česky Úřední pečeť), 1981 (rok vyhlášení republiky), OLBIIL ERA KELULAU (název zákonodárného orgánu), REPUBLIC OF PALAU (anglický název státu)                                    |
| Papua Nová Guinea   |         | emblém     | Státní znak Papuy Nové Guineje             | PAPUA NEW GUINEA (anglický název státu, není ale nezbytnou součástí znaku) |
| Samoa               |         | heraldický | Státní znak Samoy                          | FA'AVAE I LE ATUA SAMOA (česky Nechť je bůh základem Samoy) |
| Šalomounovy ostrovy |         | heraldický | Státní znak Šalomounových ostrovů          | TO LEAD IS TO SERVE (anglicky) (česky Vést znamená sloužit) |
| Tonga               |         | heraldický | Státní znak Tongy                          | KO E 'OTUA MO TONGA KO HOKU TOFI'A |
| Tuvalu              |         | heraldický | Státní znak Tuvalu                         | TUVALU • MO • TE • ATUA (Tuvalština) (česky Tuvalu pro Boha) |
| Vanuatu             |         | emblém     | Státní znak Vanuatu                        | LONG GOD YUMI STANAP (česky Vznášíme se k bohu) |

## Znaky závislých území
Některá, zde neuvedená, území buď nemají svůj znak, nebo užívají znak mateřského státu.
| Území / Mateřský stát                  | Obrázek | Typ        | Článek o znaku             | Motto nebo text na znaku                                     |
| -------------------------------------- | ------- | ---------- | -------------------------- | ------------------------------------------------------------ |
| Americká Samoa USA                     |         | pečeť      | Znak Americké Samoy        | SEAL OF AMERICAN SAMOA • 17 APRIL 1900, SAMOA MUAMUA LE ATUA |
| Cookovy ostrovy Nový Zéland            |         | heraldický | Znak Cookových ostrovů     | COOK ISLANDS (anglicky) (česky Cookovy ostrovy)              |
| Francouzská Polynésie Francie          |         | emblém     | Znak Francouzské Polynésie | –                                                            |
| Guam USA                               |         | heraldický | Znak Guamu                 | GUAM                                                         |
| Niue Nový Zéland                       |         | pečeť      | Znak Niue                  | PUBLIC SEAL OF NIUE, NIUE                                    |
| Norfolk Austrálie                      |         | heraldický | Znak Norfolku              | INASMUCH                                                     |
| Nová Kaledonie Francie                 |         | emblém     | Znak Nové Kaledonie        | –                                                            |
| Pitcairnovy ostrovy Spojené království |         | heraldický | Znak Pitcairnových ostrovů | –                                                            |
| Severní Mariany USA                    |         | pečeť      | Znak Severních Marian      | COMMONWEALTH OF THE NORTHERN MARIANA ISLANDS, OFFICIAL SEAL  |
| Tokelau Nový Zéland                    |         | emblém     | Znak Tokelau               | TOKELAU MO TE ATUA                                           |
| Velikonoční ostrov Chile               |         | emblém     | Znak Velikonočního ostrova | –                                                            |
| Wallis a Futuna Francie                |         | heraldický | Znak Wallisu a Futuny      | –                                                            |